# Łyżwiarstwo figurowe na Zimowym Olimpijskim Festiwalu Młodzieży Europy
Łyżwiarstwo figurowe na Zimowym Olimpijskim Festiwalu Młodzieży Europy (EYOF) – dyscyplina rozgrywana w zimowej edycji olimpijskiego festiwalu młodzieży od 1993 roku w konkurencjach solistów, solistek, par sportowych i tanecznych dla młodych łyżwiarzy figurowych w kategorii juniorów.
W odróżnieniu od innych zawodów rangi mistrzowskiej w łyżwiarstwie figurowym, każdy kraj zrzeszony w Europejskim Komitecie Olimpijskim może wystawić w każdej konkurencji po jednym reprezentancie.

## Wyniki

### Soliści
| Rok                               | Miejsce   | Złoto                 | Srebro              | Brąz                 |
| --------------------------------- | --------- | --------------------- | ------------------- | -------------------- |
| 1993                              | Aosta     | Markus Leminen        | Thierry Cerez       | Jewhen Martynow      |
| 1995                              | Andora    | Szabolcs Vidrai       | Witalij Danylczenko | David Jäschke        |
| 1997                              | Sundsvall | Jewgienij Pluszczenko | Wachtang Murwanidze | Ołeksandr Smokwin    |
| 1999                              | Poprad    | Stanisław Timczenko   | Stéphane Lambiel    | Kristoffer Berntsson |
| Zawody nie odbyły się w 2001 roku |           |                       |                     |                      |
| 2003                              | Bled      | Siergiej Dobrin       | Yannick Ponsero     | Radomir Soumar       |
| 2005                              | Monthey   | Adrian Schultheiss    | Kim Lucine          | Nikita Michajłow     |
| 2007                              | Jaca      | Artiom Grigorjew      | Alexander Majorov   | Alexandre Briancon   |
| 2009                              | Cieszyn   | Viktor Romanenkov     | Stanisław Percow    | Gordiej Gorszkow     |
| 2011                              | Liberec   | Petr Coufal           | Maksim Kowtun       | Simon Hocquaux       |
| 2013                              | Braszów   | Adjan Pitkiejew       | Jarosław Paniot     | Adrien Tesson        |
| 2015                              | Dornbirn  | Iwan Pawłow           | Deniss Vasiļjevs    | Dmitrij Alijew       |
| 2017                              | Erzurum   | Piotr Gumiennik       | Daniel Grassl       | Nika Egadze          |
| 2019                              | Sarajewo  | Ilja Jabłokow         | Mihhail Selevko     | Jauhienij Puzanau    |

### Solistki
| Rok                               | Miejsce   | Złoto               | Srebro               | Brąz                   |
| --------------------------------- | --------- | ------------------- | -------------------- | ---------------------- |
| 1993                              | Aosta     | Irina Słucka        | Ołena Laszenko       | Vanessa Gusmeroli      |
| 1995                              | Andora    | Nadieżda Kanajewa   | Vanessa Gusmeroli    | Krisztina Czakó        |
| 1997                              | Sundsvall | Julija Sołdatowa    | Julia Lautowa        | Gwenaëlle Jullien      |
| 1999                              | Poprad    | Tamara Dorofejev    | Sarah Meier          | Swietłana Czernyszewa  |
| Zawody nie odbyły się w 2001 roku |           |                     |                      |                        |
| 2003                              | Bled      | Katharina Häcker    | Lina Johansson       | Viktória Pavuk         |
| 2005                              | Monthey   | Angielina Turienko  | Nicole Della Monica  | Kateryna Projda        |
| 2007                              | Jaca      | Sonia Lafuente      | Margarita Tiertyczna | Marcella De Trovato    |
| 2009                              | Cieszyn   | Miriam Ziegler      | Joshi Helgesson      | Anne Line Gjersem      |
| 2011                              | Liberec   | Polina Agafonowa    | Ira Vannut           | Monika Simančíková     |
| 2013                              | Braszów   | Marija Stawicka     | Anaïs Ventard        | Maria Katharina Herceg |
| 2015                              | Dornbirn  | Aleksandra Prokłowa | Lea Johanna Dastich  | Léa Serna              |
| 2017                              | Erzurum   | Alina Zagitowa      | Anastasija Hochwa    | Lucrezia Gennaro       |
| 2019                              | Sarajewo  | Anna Szczerbakowa   | Lucrezia Beccari     | Anastasija Archypowa   |

### Pary sportowe
| Rok                                           | Miejsce | Złoto                            | Srebro                        | Brąz                              |
| --------------------------------------------- | ------- | -------------------------------- | ----------------------------- | --------------------------------- |
| Konkurencji nie rozgrywano w latach 1993–1999 |         |                                  |                               |                                   |
| Zawody nie odbyły się w 2001 roku             |         |                                  |                               |                                   |
| 2003                                          | Bled    | Arina Uszakowa / Aleksandr Popow | Rebecca Handke / Daniel Wende | Julija Biełogłazowa / Andrij Bech |
| Konkurencji nie rozgrywano w latach 2005–2019 |         |                                  |                               |                                   |

### Pary taneczne
| Rok                                           | Miejsce   | Złoto                                   | Srebro                                    | Brąz                                    |
| --------------------------------------------- | --------- | --------------------------------------- | ----------------------------------------- | --------------------------------------- |
| 1993                                          | Aosta     | Sylwia Nowak / Sebastian Kolasiński     | Jekatierina Swirina / Siergiej Sachnowski | Agnes Jacquemard / Alexis Gayet         |
| 1995                                          | Andorra   | Isabelle Delobel / Olivier Schoenfelder | Jolanta Bury / Łukasz Zalewski            | Krisztina Szabó / Tamás Sári            |
| 1997                                          | Sundsvall | Federica Faiella / Luciano Milo         | Melanie Espejo / Michael Zenezini         | Eliane Hugentobler / Daniel Hugentobler |
| 1999                                          | Poprad    | Anastasija Litwinienko / Maksim Bołotyn | Wiktoryja Połżykina / Ołeksandr Szakałow  | Myriam Trividic / Aurelien Geraud       |
| Zawody nie odbyły się w 2001 roku             |           |                                         |                                           |                                         |
| 2003                                          | Bled      | Natalja Michajłowa / Arkadij Siergiejew | Christina Beier / William Beier           | Alaksandra Zarecka / Raman Zarecki      |
| Konkurencji nie rozgrywano w latach 2005–2007 |           |                                         |                                           |                                         |
| 2009                                          | Cieszyn   | Tatjana Baturincewa / Iwan Wołubjew     | Rusłana Jurczenko / Ołeksandr Liubczenko  | Gabriela Kubová / Petr Seknička         |
| Konkurencji nie rozgrywano w latach 2011–2019 |           |                                         |                                           |                                         |